# Coupe Spengler 1999
Navigation
Édition précédente Édition suivante
La Coupe Spengler 1999 est la 73e édition de la Coupe Spengler. Elle se déroule en décembre 1999 à Davos, en Suisse.

## Règlement du tournoi
Les équipes sont regroupés au sein d'un seul groupe. Les équipes jouent un match contre chacune des autres équipes. Les deux premiers de la poule jouent une finale pour le titre de vainqueur de la Coupe Spengler.
Lors de la phase de poule une victoire rapporte 2 points, une défaite après prolongation 1 point et une défaite dans le temps réglementaire 0 point.

## Résultats des matchs et classement
| Clt   | Équipe                  | PJ | V | VF | D | DP | BP | BC | Pts |
| ----- | ----------------------- | -- | - | -- | - | -- | -- | -- | --- |
| +001, | Kölner Haie             | 4  | 2 | 1  | 0 | 1  | 15 | 11 | 7   |
| +002, | Metallourg Magnitogorsk | 4  | 2 | 1  | 1 | 0  | 12 | 9  | 6   |
| +003, | Canada                  | 4  | 1 | 1  | 1 | 1  | 14 | 15 | 4   |
| +004, | HC Davos                | 4  | 1 | 0  | 1 | 2  | 15 | 19 | 4   |
| +005, | Färjestad BK            | 4  | 0 | 1  | 3 | 0  | 15 | 17 | 2   |

- Qualifié directement pour la finale

## Finale
| 31 décembre | Kölner Haie | 6-2 (2:1, 2:1, 2:0) | Metallourg Magnitogorsk | Eisstadion Davos |